# Лантрисант
Вижте пояснителната страница за други значения на Лантрисант.
Лантрѝсант (на уелски: Llantrisant, изговаря се по-близко до Хлантрѝсант) е град в Южен Уелс, графство Ронда Кънън Таф. Разположен е около реките Илай и Клин на около 10 km на северозапад от централната част на столицата Кардиф. От южната му част започва град Толбът Грийн. На около 1 km до северната му част започва град Бедай. Има жп гара. Производство на британски монети. Населението му е 4205 жители според данни от преброяването през 2001 г.